# Blaesoxipha rosenthali
Blaesoxipha rosenthali är en tvåvingeart som beskrevs av Andy Z. Lehrer 1995. Blaesoxipha rosenthali ingår i släktet Blaesoxipha och familjen köttflugor.
Artens utbredningsområde är Elfenbenskusten. Inga underarter finns listade i Catalogue of Life.